# Callitriche sonderi
Callitriche sonderi är en grobladsväxtart som beskrevs av Christoph Friedrich Hegelmaier. Callitriche sonderi ingår i släktet lånkar, och familjen grobladsväxter. Inga underarter finns listade i Catalogue of Life.